# Gassmanova syntéza indolů
Gassmanova syntéza indolů je posloupnost organických reakcí sloužící k přípravě indolů adicí anilinů na ketony s thioetherovými substituenty.
Reakce se provádí v jedné nádobě a neizolují se meziprodukty. R1 může být alkylová skupina nebo vodík, zatímco jako substituenty na pozici R2 jsou nejvhodnější aryly, i když to také mohou být alkyly. U anilinů s vysokou elektronovou hustotou, jako je 4-methoxyanilin, obvykle neprobíhá.
3-thiomethylová skupina se po provedení reakce obvykle odstraňuje Raneyovým niklem, čímž se vytváří 3-H-indol.

## Mechanismus
Mechanismus Gassmanovy syntézy indolů se rozděluje do tří částí:
V první se anilin 1 oxiduje chlornanem terc-butylu na chloramin 2.
Ve druhé proběhne adice ketothioetheru za vzniku sulfoniového iontu 3; tato část se provádí při teplotách okolo -70 °C.
Nakonec se do reakční soustavy přidá zásada, v zobrazeném případě triethylamin. Při zahřívání na pokojovou teplotu tato zásada deprotonuje sulfoniový ion na sulfoniumylid, u kterého dojde k [2,3] sigmatropnímu přesmyku za tvorby ketonu 5. Tento keton nakonec kondenzuje a vzniká konečný produkt, kterým je 3-thiomethylindol 6.